# Тейсин (посёлок станции)

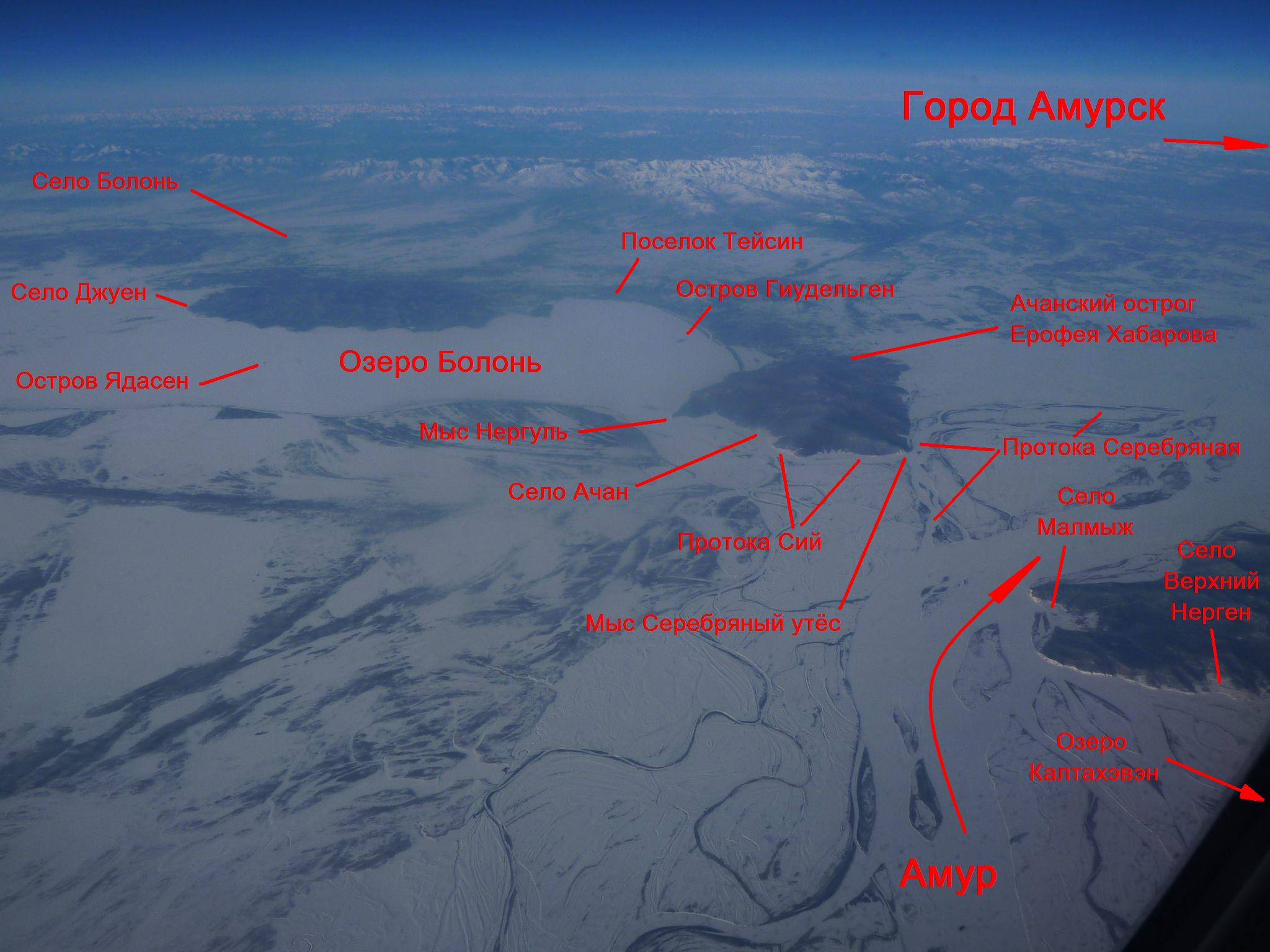
Озеро Болонь с окрестностями, аэрофотоснимок.

Тейси́н — посёлок станции в Амурском районе Хабаровского края.
Входит в состав Эльбанского городского поселения.

## География
Посёлок Тейсин расположен в 82 км юго-восточнее Комсомольска-на-Амуре и в 10 км юго-восточнее посёлка Эльбан. В посёлке находится одноимённая железнодорожная станция на линии Волочаевка-2 — Комсомольск-на-Амуре. На юг от пос. Тейсин идёт дорога к озеру Болонь.

## Население
| 1992 | 2002 | 2010 | 2011 | 2012 | 2014 | 2015 |
| ---- | ---- | ---- | ---- | ---- | ---- | ---- |
| 1300 | ↘854 | ↘42  | →42  | ↘15  | ↘0   | →0   |
| 2016 | 2017 | 2018 | 2021 | 2023 |      |      |
| →0   | →0   | →0   | ↗416 | ↗422 |      |      |